# 弗朗切斯科·科隆纳
弗朗切斯科·科隆纳（英語：Francesco Colonna），（1433年—1527年），文艺复兴时期欧洲意大利多明我修道会修士。写有一部渗透新柏拉图主义的寓言传奇作品《寻爱绮梦》（1499年出版）。此书语言混合拉丁语和意大利语，它的首版有精美的木刻插画。自刊印以来，它就为收藏家竞相追求的珍品。